# ポリー・プラット
ポリー・プラット（Polly Platt、1939年 - 2011年7月27日）は、アメリカ映画界のプロデューサー、脚本家、美術監督、衣装担当者。イリノイ州生まれ。

## 人物
アメリカの女性で初めて美術監督組合に入った。『ペーパー・ムーン』『ラスト・ショー』で知られるピーター・ボグダノヴィッチ監督の妻であったが、彼がシビル・シェパードと不倫したために離婚。
『愛と追憶の日々』などの製作・監督で知られるジェームズ・L・ブルックスや『イーストウィックの魔女たち』出演で知られるジャック・ニコルソン、『ボウイ&キーチ』に出演したキース・キャラダインらとの共同作業が多い。
2011年7月27日にニューヨーク市ブルックリン区の自宅でルー・ゲーリック病により死去。72歳没。
彼女が亡くなった翌年の第84回アカデミー賞授賞式の『イン・メモリアル』トリビュートでは、ケン・ラッセル、ピーター・フォーク、スティーブ・ジョブズらとともに追悼され、ルイ・アームストロングの曲『この素晴らしき世界』が捧げられた。

## 作品
映画ドットコム参照

### 衣装
- ボウイ&キーチ

### 美術
- イーストウィックの魔女たち
- 愛と追憶の日々

### 脚本
- さよならミス・ワイコフ
- プリティ・ベビー
- マップ・オブ・ザ・ワールド

### 製作
- セイ・エニシング
- 夕べの星
- ハリウッド・トラブル
- アンソニーのハッピー・モーテル

### 製作総指揮
- ブロードキャスト・ニュース

## 出演
allcinema参照
以下、いずれもドキュメンタリー
- アメリカン・ニューシネマ 反逆と再生のハリウッド史
- コーマン帝国
- イージー・ライダー☆レイジング・ブル